# Булевтерий

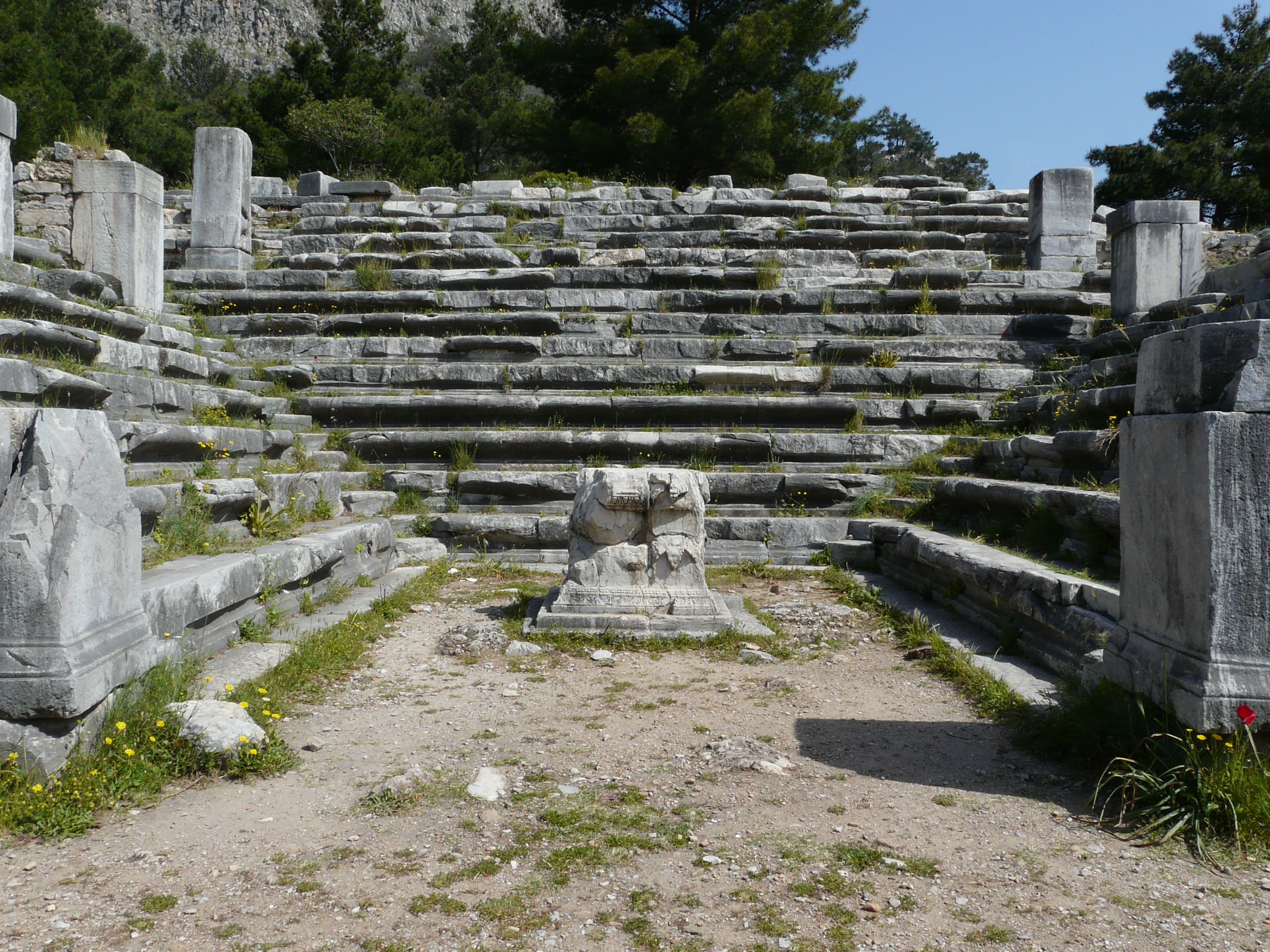
Развалины булевтерия в Приене

Булевтерий (Вулевти́рион, греч. Βουλευτήριο) — административное здание античных времён.
В Древней Греции предназначалась для заседаний буле или объединённого совета святилища.
Булевтерий представлял собой прямоугольное здание, где перекрытия поддерживались рядом колонн, а ряды сидений поднимались уступами. В больших сооружениях времен эллинизма, когда правителем города-государства стал булевт, перед главным залом располагался окруженный по периметру колоннами двор с садом и фонтаном, а вход отмечался торжественным портиком.